# ロンソン
ロンソン (Ronson) は、アメリカ合衆国のロンソン・コーポレーションもしくはロンソン・コンシューマー・プロダクツ・コーポレーション（Ronson Consumer Products Corporation）の通称、および製造するライター（火器）の商標である。

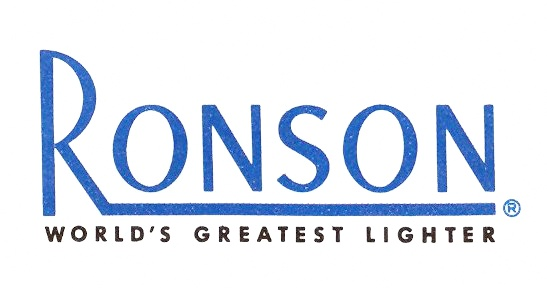
Ronson logo.

## 概要
1883年、創業者のルイス・V・アロンソンは、ニューヨーク・テクニカル・スクールにて冶金学を専攻した。在学中に考案した金メッキ法の権利を売り、5000ドルの元手をかけて1895年に「アート・メタル・ワークス・カンパニー」を設立。1896年、ニューヨークからニュージャージー州へ移転した。ルイス・V・アロンソンは、1897年に考案した無毒マッチの製造法と1910年に開発したポケット・ライターで特許を取得している。1910年にポケット・ライター「ワンダーライター」と動物や戦車を模ったテーブル・ライターの製造を開始する。1927年、従来の点火機能のみのライターを改良し、点火機能と消火機能を持つ世界初の全自動式ライター「バンジョー」を発表した。この頃より、製品にロンソンの刻印が刻まれた。
第二次世界大戦を目前に控えた1940年にルイス・V・アロンソンが他界し、アレクサンダー・ハリスに経営者が代わった。戦時中は、一般販売用製品の製造を中止し、軍需品の製造を手掛け、軍隊用のポケット・ライターを供給した。戦後、社名を「ロンソン・アート・メタル・ワークス」に変更する。1950年代初期、燃料をオイルからブタンガスに代え「スタンダード」「ワーウィンド」等、数種のモデルを発表。1950年代末には、燃料補充可能なライター「ヴァラフレーム」と他社のガスライターにも使用可能な燃料補給シリンダーを開発した。1985年に、AUSTRIA TABAKからロンソンブランドのタバコが発売されている。

## 主要モデル
- バンジョー（Banjo）

1927年に発表された、世界初の全自動式ワンタッチ・オイルライター。レバーをワンタッチで押すことにより、フリント（火石）への摩擦と同時に火蓋を開ける点火機能と点火後に火蓋を閉める消火機能の連動を可能にした。特徴として、オイルタンクの容量が大きく注入口の密閉性が高い。形体はアールデコの影響を受け、流線型のデザインをしている。高さ62mm × 幅49mm × 厚さ12mm、重量57.7g
- スタンダード（Standard）

1943年に発売された全自動式ワンタッチ・オイルライター。バンジョーと同様のワンタッチ機能を備えている。注入口の密閉性が高い。高さ49mm × 幅42mm × 厚さ14mm、重量63g
- ヴァラフレーム（Varaflame）

1950年代末に開発され、1960年代初期に発売を開始したガスライター。幾度かモデルチェンジをしており「ヴァラフレーム・クラウン」「ヴァラフレーム・クイーン」「ヴァラフレーム・アドニス」「プレミア・ヴァラフレーム」等が存在する。中でも「ヴァラフレーム・アドニス」は、人気の高いモデルとして知られている。高さ40mm × 幅65mm × 厚さ14mm、重量69g